# Eurysternus ventricosus
Eurysternus ventricosus är en skalbaggsart som beskrevs av Gill 1990. Eurysternus ventricosus ingår i släktet Eurysternus och familjen bladhorningar. Inga underarter finns listade i Catalogue of Life.